# Ференц Керестеш-Фішер
Ференц Керестеш-Фішер (угор. Keresztes-Fischer Ferenc; *18 лютого 1881, Печ, Угорщина — †3 березня 1948, Відень, Угорщина) — угорський юрист, дипломат, політичний і державний діяч; двічі займав пост прем'єр-міністра Угорщини.

## Біографія
Керестеш-Фішер народився 18 лютого 1881 в місті Печ на південному заході Угорщини. Успішно закінчив юридичний факультет Будапештського університету, після чого деякий час був радником в «Pécsi Takarékpénztár Rt.».
Вирішивши зробити політичну кар'єру, Керестеш-Фішер був призначений спершу префектом в медьє Бараня (1921-1931), а потім переведений на ту ж посаду в Шомодь (1925-1931).

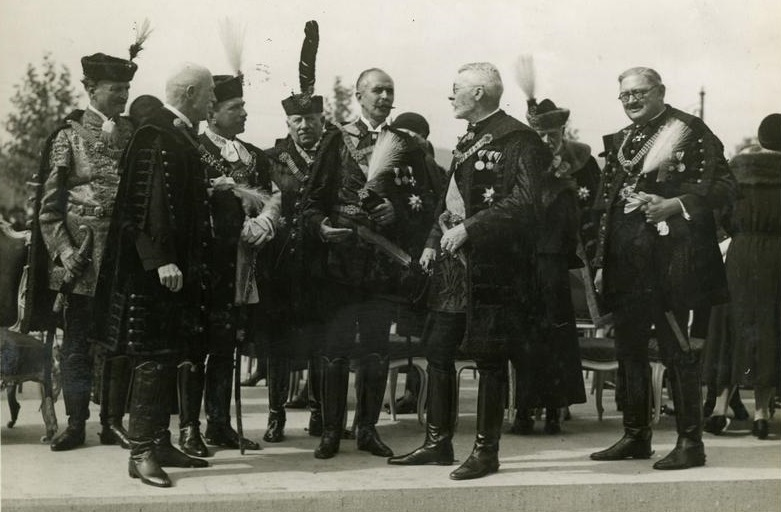
Керестеш-Фішер серед колег

Двічі обіймав посаду міністра внутрішніх справ Угорщини (1931-1935 і 1938-1944).
Під час Другої світової війни, в квітні 1941 Німеччина наполегливо намагалася втягнути Угорщину в війну проти Югославії; будучи не здатним запобігти втягненню Угорщини у війну, 3 квітня 1941 здійснив самогубство прем'єр-міністр країни Пал Телекі, висловивши в передсмертній записці своє обурення порушенням даних Югославії зобов'язань. Згідно з конституцією країни, Керестеш-Фішер автоматично став виконувачем обов'язків глави кабінету міністрів, але вже в той же день на цю посаду офіційно вступив Ласло Бардош, який пробув на ній до 7 березня 1942, поки регент Міклош Горті не змусив останнього подати у відставку з огляду на його постійні поступки Гітлеру на шкоду інтересам самої Угорщини. Керестеш-Фішер знову очолив кабінет, пробувши цього разу виконувачем обов'язків два дні; 9 березня 1942 він передав справи Міклошу Каллаї.
Він всіляко підтримував консервативну політику Каллаї, але коли угорська дипломатія почала обговорювати можливість переходу на бік Антигітлерівської коаліції з іншими німецькими сателітами, то, роздратовані політикою «союзної» Угорщини, німці окупували її в березні 1944, після чого Каллаї змушений був тікати, а Керестеш-Фішер був відправлений до концтабору Дахау, а потім засланий до Австрії.
Ференц Керестеш-Фішер помер 3 березня 1948 в столиці Австрії місті Відні від раку легенів.
Його брат Лайош (угор. Keresztes-Fischer Lajos) служив у генштабі Угорщини (угор. General Staff of the Armed Forces of the Republic of Hungary) і після перевороту на чолі з Салаші, як і брат був відправлений в Дахау. Йому також пощастило дочекатися звільнення, але він пережив свого брата лише на два місяці.